# René Schwarzenbach
René P. Schwarzenbach (* 18. Dezember 1945 in Erlenbach) ist ein Schweizer Chemiker. Er ist emeritierter Professor für Umweltchemie und ehemaliger Vorsteher des Departments für Umweltwissenschaften an der ETH Zürich.
Schwarzenbach promovierte 1973 an der Abteilung Chemie der ETH Zürich. 1977 trat er eine Stelle an der Eawag an, wo er bis 2006 arbeitete. Seit dem Jahr 2000 wird er in der Datenbank der Highly Cited Researchers des Institute for Scientific Information (ISI) geführt, 2001 erhielt er den SETAC Environmental Education Award. 2006 erhielt er den «Award for Creative Advances in Environmental Science & Technology» der American Chemical Society zugesprochen. Im Juli 2013 widmete ihm die Zeitschrift Environmental Science & Technology ein Special Issue.

## Werke
- René P. Schwarzenbach, Philip M. Gschwend, Dieter M. Imboden: Environmental Organic Chemistry. 3. Auflage. John Wiley & Sons, Somerset 2016, ISBN 978-1-118-76704-7.
- Rene P. Schwarzenbach, Philip M. Gschwend, Dieter M. Imboden: Environmental Organic Chemistry. 2. Auflage. Wiley-Interscience, Hoboken/New Jersey 2003, ISBN 0-471-35053-2.